# 勧酒 (于武陵)
『勧酒』（酒を勧む、さけをすすむ）は唐の詩人・于武陵（于鄴）が詠んだ五言絶句。于武陵の名を後世に残した代表作であり、日本では井伏鱒二が結句を「『サヨナラ』ダケガ人生ダ」と訳したことでよく知られる。

## 本文
| 勧酒       | 勧酒                                            | 勧酒                                               |
| ---------- | ----------------------------------------------- | -------------------------------------------------- |
| 勸君金屈巵 | 君に勧む 金屈巵 きみにすすむ きんくつし         | さあ、さしあげよう、この金色にかがやく大杯を       |
| 滿酌不須辭 | 満酌 辞するを須いず まんしゃく じするをもちいず | なみなみとつがれたこの酒、遠慮せずに飲み干したまえ |
| 花發多風雨 | 花発いて 風雨多し はなひらいて ふううおおし     | 花が咲くころ、雨風は吹きつのる                     |
| 人生足別離 | 人生 別離足る じんせい べつりたる               | 人が生きてゆく間にも、別れがついてまわる           |

「巵」「辭」「離」で押韻する。

## 解釈

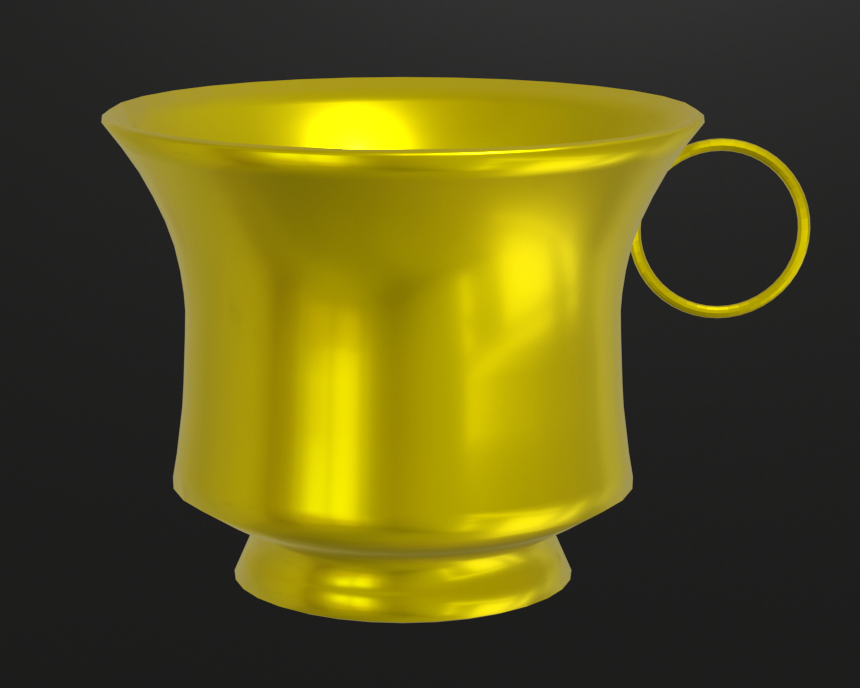
金屈巵のイメージ

美しい春花の季節にふと会えた知友へ、せっかくの好機なのだから快飲して楽しもうではないかと、親しく酒を勧める様子を詠んでいる。
起句
- 「勧君」 -  「さあどうぞ」という意味合いの定型句[2]
- 「金屈巵」 - 「屈巵」は把手のついた丸い酒杯[2]。「金」で黄金製、ないし金属製とわかる[5]。シルクロードから輸入されるような贅沢品であり[2]、豪華絢爛なイメージを伴なう[2]。

承句
- 「滿酌」 - 杯いっぱいに酒をつぐこと[6]。ちなみに当時は酒を勧める際、勧める側が自分の前で酒を杯に満たし、その杯を相手に勧めるのが作法だったようである[5]。
- 「不須」 - 「…するには及ばない」[3]、「…してはいけない」の意味[4]。

転句
- 「花發多風雨」 - これは「月にむら雲、花に風」に類する[5]、別離から逃れられない人生の宿命の隠喩と捉えることもできるが[4]、宴席の実景と見ることもでき[5]、その場合「花」はおそらく春の花であろう[3]。

結句
- 「人生」 - 人の命、一生、人の生活[4]。上句との対とするならば「人（ひと）生まれて」となる[5]。
- 「足」 - 多いこと、満ちていること[7]。「別離おおし」「別離にみつ」と訓読してもよいが[7]、前句と読みが被るのを嫌うならば「別離たる」となる[3]。

前半は「金屈巵」「満酌」というフレーズから宴席の豪勢なイメージが喚起される。そして「辞するを須いず」に詩人の磊落さが表れているが、同時に友人のどこか心楽しまず沈んでいる様子も暗示される。それを励ますように後半で、「なぜなら」と杯を受けてもらう理由、いわば「人生の理」が提示される。

## 制作

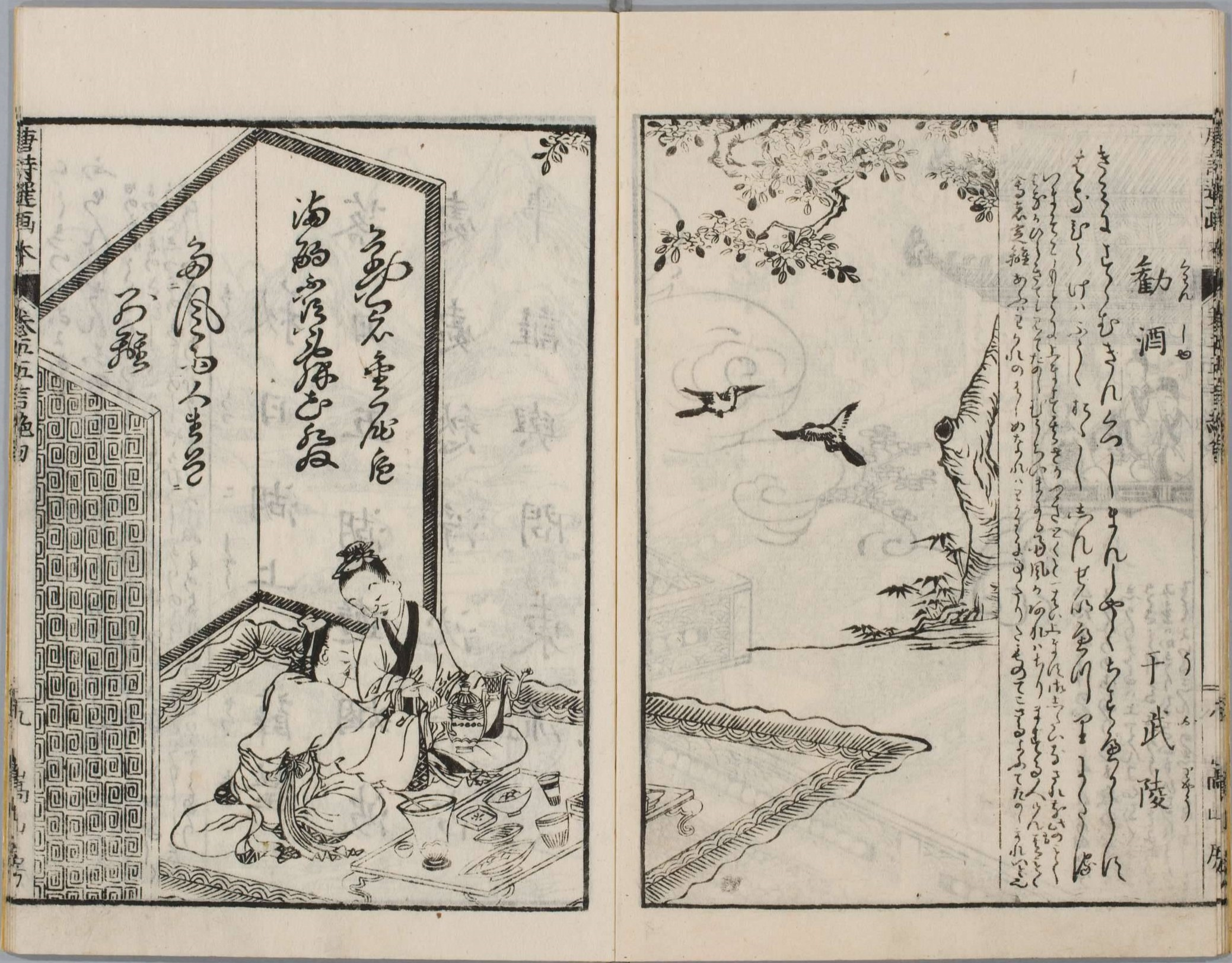
『唐詩選画本』より

本作を収録する最古の詩集は900年に韋荘が編んだ『又玄集』（ゆうげんしゅう）巻中であり、そこでは作者を武瓘とし、結句の「人生」を「人世」（人の世）に作っている。やや後、後蜀の韋縠（いこく）が編んだ『才調集』巻八では于武陵の作としている。
本作品の作成意図としては、
- 花が咲き友も居る折角の好機に、大いに酔って楽しもうと杯を勧める詩
- 友との別離の宴席で杯を勧める詩

の両説があるが、古くはほとんどが前者と解している。後者は転句を比喩的修辞とみなし結句を作品の主眼と捉えることで送別の宴会という場面設定が生じたものと考えられ、日本では井伏の訳詩のトーンも影響している。
制作時期は不明だが、官途になじめず書と琴を携えて各地を歴遊した于武陵の人生観が反映されているとも読めるだろう。

## 評価
後半の二句は、別離に満ちた人生を端的に述べた古今の名句と評されてきている。

## 影響
日本では于武陵の原詩よりも井伏鱒二の訳詩のほうがよほど有名であり、特に結句の訳はそれ自体で一人歩きするほど著名なフレーズになっている。『厄除け詩集』（1937年）に所収された井伏訳は以下のとおり。
井伏訳は宴席の華やかさを示す「金屈巵」を訳し落としているため、読者の注意は自然と後半の二句に集まり、哀愁の趣が強まっている。そしてその結句も正確な訳とは言い難いが、その背景には、井伏が1931年4月に講演のため林芙美子と尾道を訪れ、ついでに墓参のため立ち寄った因島から船出する際、島民らから「左様なら左様なら」としきりに手を振られた林が感傷のあまり「人生は左様ならだけね」と泣き伏したエピソードがあった。かくして井伏訳は翻訳という枠組みを超え、なかば創作詩として独自の詩境を拓いたともいえる。